# Riccardo Grazioli Lante della Rovere
Riccardo Grazioli Lante della Rovere (Roma, 21 aprile 1887 – Homs, 28 ottobre 1911) fu un ufficiale della Regia Marina italiana che combatté con il grado di sottotenente di vascello durante la guerra italo-turca, nella quale cadde; fu decorato con medaglia d'oro al valor militare alla memoria.

## Biografia
Riccardo nacque a Roma, primo figlio ed unico maschio del nobile Giulio Grazioli Lante della Rovere (figlio a sua volta di Pio, II duca di Santa Croce di Magliano e di sua moglie, Caterina Lante Montefeltro della Rovere) e di sua moglie Maria Lavaggi, figlia del marchese Ignazio.
Compie gli studi a Roma e nel 1904, conseguita la maturità classica, venne ammesso all'Accademia Navale di Livorno, per frequentare i corsi normali per ufficiali del corpo di stato maggiore, imbarcandosi, in qualità di allievo sulla nave scuola Amerigo Vespucci e poi sulla nave scuola Etna.
Dopo essere uscito dall'Accademia navale nel 1907 con il grado di guardiamarina venne imbarcato prima sulla nave da battaglia Regina Margherita. e avendo fatto richiesta di destinazione all’estero, venne destinato sull'ariete torpediniere Vesuvio all'epoca di stanza nei mari della Cina, destinazione raggiunta nell'aprile del 1908 e quando la nave venne richiamata in Patria richiese di essere trasferito sull'ariete torpediniere Puglia, l'unità che avrebbe sostituito in Estremo Oriente il Vesuvio e sulla quale venne imbarcato dal 2 gennaio al 28 dicembre 1909, per essere poi trasferito, alla partenza della nave presso il distaccamento Marina di Pechino, dove nel 1910 fu promosso sottotenente di vascello.
Nel maggio 1911 fu richiamato in patria, dove giunse nell'agosto successivo per essere imbarcato, allo scoppio della guerra italo-turca, sull'ariete corazzato Marco Polo per partecipare alla campagna di Libia.
Morì il 28 ottobre 1911 combattendo nei pressi di Homs.. Le spoglie furono trasportate a bordo della nave ospedale Regina Margherita del Sovrano Ordine Militare di Malta, prima a Tripoli e da lì a Napoli a bordo del piroscafo Enrichetta. Prima di lasciare Homs, la salma, a bordo di un’imbarcazione, fu portata sottobordo al Marco Polo, e con tutto il personale schierato a poppa, si svolse una breve cerimonia funebre, al termine della quale furono deposti sulla bara “fasci di palme intrecciate a corona, in riva al suo mare, in vista delle trincee da lui difese e della nave nella quale non è più tornato. Giunta a Napoli, la bara fu trasportata dall'arsenale alla stazione Centrale e poi in treno fino a Roma.
I funerali si svolsero alla presenza di numerose autorità e personalità e la partecipazione di un reparto di bersaglieri reduci di Homs, concludendosi con la sepoltura nella cappella di famiglia al cimitero del Verano.
Per il coraggioso comportamento in combattimento a Grazioli venne conferita la medaglia d'oro al valor militare alla memoria e il suo nome venne dato, nel 1932, alla caserma del distaccamento Marina di Roma.

## Riconoscimenti
Sul prospetto di Palazzo Grazioli in via del Plebiscito a Roma, si può notare una targa marmorea commemorativa con la Vittoria Alata che domina al centro, da un lato il busto dell’Eroe,  dall’altro lo stemma familiare,  e nella parte centrale e inferiore una lapide in forma di sepolcro che racchiude la scritta che segue:
RICCARDO GRAZIOLI LANTE DE LA ROVERE

CADUTO AD HOMES IL 28 OTTOBRE 1911

EMULANDO AVITE GESTA

FRA GLI EROI RIVIVE NE LA STORIA

LA FEDERAZIONE NAZIONALE

REDUCI DI PATRIE BATTAGLIE E MILITARI IN CONGEDO

CONSACRA

Rianimò ed infuse nuovo ardimento negli uomini esausti per le perdite subite, le fatiche ed il digiuno; provvide a raccogliere il materiale gravemente danneggiato e, malgrado l'oscurità della notte e il non interrotto fuoco nemico, attraverso gravi difficoltà del terreno, ricondusse la batteria al completo nei trinceramenti.

## Albero genealogico
|                                                                     |   |                                                                  | Genitori                                                    |  |  | Nonni |  |  | Bisnonni                                             |  |  | Trisnonni        |  |
|                                                                     |   |                                                                  |                                                             |  |  |       |  |  | Vincenzo Grazioli, I duca di Santa Croce di Magliano |  |  | Lorenzo Grazioli |  |
|                                                                     |   |                                                                  |                                                             |  |  |       |  |  | Vincenzo Grazioli, I duca di Santa Croce di Magliano |  |  | Lorenzo Grazioli |  |
|                                                                     |   | Maddalena Lombardini                                             |                                                             |  |  |       |  |  | Vincenzo Grazioli, I duca di Santa Croce di Magliano |  |  |                  |  |
| Pio Grazioli Lante Della Rovere, II duca di Santa Croce di Magliano |   |                                                                  |                                                             |  |  |       |  |  | Vincenzo Grazioli, I duca di Santa Croce di Magliano |  |  |                  |  |
|                                                                     |   | Maria Maddalena Miller                                           | …                                                           |  |  |       |  |  |                                                      |  |  |                  |  |
|                                                                     |   | Maria Maddalena Miller                                           | …                                                           |  |  |       |  |  |                                                      |  |  |                  |  |
|                                                                     |   | Maria Maddalena Miller                                           | …                                                           |  |  |       |  |  |                                                      |  |  |                  |  |
| Giulio Grazioli Lante Della Rovere                                  |   | Maria Maddalena Miller                                           |                                                             |  |  |       |  |  |                                                      |  |  |                  |  |
|                                                                     |   | Giulio Lante Montefeltro della Rovere, I duca Lante della Rovere | Vincenzo Lante Montefeltro della Rovere, VI duca di Bomarzo |  |  |       |  |  |                                                      |  |  |                  |  |
|                                                                     |   | Giulio Lante Montefeltro della Rovere, I duca Lante della Rovere | Vincenzo Lante Montefeltro della Rovere, VI duca di Bomarzo |  |  |       |  |  |                                                      |  |  |                  |  |
|                                                                     |   | Giulio Lante Montefeltro della Rovere, I duca Lante della Rovere | Elisabetta Sassi della Tosa                                 |  |  |       |  |  |                                                      |  |  |                  |  |
| Caterina Lante Montefeltro della Rovere                             |   | Giulio Lante Montefeltro della Rovere, I duca Lante della Rovere |                                                             |  |  |       |  |  |                                                      |  |  |                  |  |
|                                                                     |   | Maria Colonna di Paliano                                         | Filippo III Giuseppe Colonna, XI principe di Paliano        |  |  |       |  |  |                                                      |  |  |                  |  |
|                                                                     |   | Maria Colonna di Paliano                                         | Filippo III Giuseppe Colonna, XI principe di Paliano        |  |  |       |  |  |                                                      |  |  |                  |  |
|                                                                     |   | Maria Colonna di Paliano                                         | Caterina di Savoia-Carignano                                |  |  |       |  |  |                                                      |  |  |                  |  |
| Riccardo Grazioli Lante Della Rovere                                |   | Maria Colonna di Paliano                                         |                                                             |  |  |       |  |  |                                                      |  |  |                  |  |
|                                                                     | … | …                                                                |                                                             |  |  |       |  |  |                                                      |  |  |                  |  |
|                                                                     | … | …                                                                |                                                             |  |  |       |  |  |                                                      |  |  |                  |  |
|                                                                     | … | …                                                                |                                                             |  |  |       |  |  |                                                      |  |  |                  |  |
| Giuseppe Ignazio Lavaggi, marchese                                  | … |                                                                  |                                                             |  |  |       |  |  |                                                      |  |  |                  |  |
|                                                                     |   | …                                                                | …                                                           |  |  |       |  |  |                                                      |  |  |                  |  |
|                                                                     |   | …                                                                | …                                                           |  |  |       |  |  |                                                      |  |  |                  |  |
|                                                                     |   | …                                                                | …                                                           |  |  |       |  |  |                                                      |  |  |                  |  |
| Maria Lavaggi                                                       |   | …                                                                |                                                             |  |  |       |  |  |                                                      |  |  |                  |  |
|                                                                     |   | …                                                                | …                                                           |  |  |       |  |  |                                                      |  |  |                  |  |
|                                                                     |   | …                                                                | …                                                           |  |  |       |  |  |                                                      |  |  |                  |  |
|                                                                     |   | …                                                                | …                                                           |  |  |       |  |  |                                                      |  |  |                  |  |
| Maddalena Di Maria                                                  |   | …                                                                |                                                             |  |  |       |  |  |                                                      |  |  |                  |  |
|                                                                     |   | …                                                                | …                                                           |  |  |       |  |  |                                                      |  |  |                  |  |
|                                                                     |   | …                                                                | …                                                           |  |  |       |  |  |                                                      |  |  |                  |  |
|                                                                     |   | …                                                                | …                                                           |  |  |       |  |  |                                                      |  |  |                  |  |
|                                                                     |   | …                                                                |                                                             |  |  |       |  |  |                                                      |  |  |                  |  |